# Börje Crona
Börje Renato Crona, född 20 juni 1932 i Stockholm, död 14 februari 2017 i Stockholm, var en svensk översättare och författare, bland annat av science fiction och limerickar. Han var även verksam som jazzmusiker.
Han översatte från engelska romaner av bland andra Sue Grafton, Dean R. Koontz och P. J. Parrish.
Crona är begravd på Ulriksdals begravningsplats. Han är far till skådespelaren och regissören Görel Crona.

## Böcker (urval)
- Mumrickar (Hörsta, 1958)
- Mera mumrickar (Hörsta, 1960)
- Mumrickar om det mesta (tillsammans med Ola Andersson) (Jannersten, 1967)
- Mumrickar för de flesta (tillsammans med Ola Andersson) (Jannersten, 1967)
- En magdansares visor (1972)
- Nya naturläran (tillsammans med Ola Andersson) (Askild & Kärnekull, 1973)
- Rimligtvis: dikter (1978)
- Hänt har det här: kåserier (Lansering, 1983)
- Stora limerickboken (Wiken, 1993)
- Höktid: roman (Replik, 2001)
- Porr per vers [ej för läsare under 16 år] (Fredriksberg : Eget, 2012)
- Mumrickar från Verkstäderna (Köpenhamn : Förlaget Eget, 2012)
- Omtankar (2013) [endast utg. som e-bok]
- Kling vid rymdpolisen (2013) [endast utg. som e-bok]
- Farlig är jorden (2013) [endast utg. som e-bok]
- Brudar och bröder (2013) [endast utg. som e-bok]

## Science fiction-noveller
- Kosmisk musik (Delta, 1977)
- Stjärnornas fred (Delta, 1979)
- Något gott i 2080 (Delta, 1980)
- Mannen från April (Delta, 1982)
- Rymden är rund (Delta, 1983)

## Översättningar (urval)
- Langston Hughes: Black music: från blues till bop (Wennerberg, 1956)
- Jack Williamson: Universums sista oas (Dome around America) (Wennerberg, 1958)
- Ed McBain: Fyrtio miljoner vittnen (Eighty million eyes) (1967)
- Poul Anderson: Rebellvärldarna (The rebel worlds) (Laissez faire, 1984)
- Anne Wilson: Irländsk matlagning (Irish cooking) (Könemann, 1999)
- Ogden Nash: Värre vers och andra dikter (Bokförl. Eget, 2002)